# Mariano Armentano
Mariano Andrés Armentano é um ex-futebolista da Argentina que jogou no CA Osasuna e geralmente atua como atacante. Ele já jogou por vários clubes na Argentina, incluindo Independiente Rivadavia e Rosario Central. Armentano é conhecido por sua agilidade e habilidade para defender chutes, características essenciais para sua posição. 

## Carreira
Armentano iniciou sua carreira profissional em 1994, no Racing Club de Avellaneda. Após duas temporadas no clube, transferiu-se para o Club Atlético Independiente, onde permaneceu por três anos. Em 1999, mudou-se para o Club Atlético Huracán, onde jogou por uma temporada.
Em 2000, Armentano teve sua primeira experiência internacional ao se transferir para o Club Deportivo Logroñés, da Espanha. No clube espanhol, atuou por duas temporadas, sem grande destaque. Em 2002, retornou à Argentina para jogar pelo Club Atlético Lanús, onde permaneceu por um ano.
Em 2003, Armentano viveu seu auge na carreira ao se transferir para o CA Osasuna, da Espanha. No clube espanhol, ele se tornou um dos principais jogadores da equipe, marcando 33 gols em 89 partidas. Atuou no Osasuna por quatro temporadas, até 2007.
Em 2007, Armentano retornou ao Racing Club de Avellaneda, onde encerrou sua carreira profissional em 2008.

## Títulos
- Campeonato Argentino: 1995 (Racing Club)
- Supercopa da Espanha: 2005 (Osasuna)

## Premiações
- Melhor Jogador do Campeonato Argentino: 1995